# Plug Me In
Plug Me In es un DVD lanzado el 16 de octubre de 2007 por la banda de hard rock Australiana AC/DC. El juego estándar contiene un disco de las presentaciones de la era de Bon Scott y la era de Brian Johnson. El juego de tres discos incluye Between the Cracks, destacando las presentaciones a partir de ambas eras.

## Lista de canciones

### Disco Uno: Bon Scott era
1. "High Voltage" (King of Pop Awards, Australia, octubre de 1975)
2. "It's a Long Way to the Top (If You Wanna Rock 'n' Roll)" (Bandstand, Australia, febrero de 1976)
3. "School Days" (St. Albans High School, Australia, marzo de 1976)
4. "T.N.T." (St. Albans High School, Australia, marzo de 1976)
5. "Live Wire" (Super Pop/Rollin' Bolan, Londres, julio de 1976)
6. "Can I Sit Next to You Girl" (Super Pop/Rollin' Bolan, Londres, julio de 1976)
7. "Baby Please Don't Go" (Myer Music Bowl, Melbourne, diciembre de 1976)
8. "Hell Ain't a Bad Place to Be" (Sight & Sound In Concert, Londres, octubre de 1977)
9. "Rocker" (Sight & Sound In Concert, Londres, octubre de 1977)
10. "Rock 'n' Roll Damnation" (Apollo Theatre, Glasgow, abril 1978)
11. "Dog Eat Dog" (Apollo Theatre, Glasgow, abril 1978)
12. "Let There Be Rock" (Apollo Theatre, Glasgow, abril de 1978)
13. "Problem Child" (Rock Goes To College, Colchester, octubre de 1978)
14. "Sin City" (Rock Goes To College, Colchester, octubre de 1978)
15. "Bad Boy Boogie" (Rock Goes To College, Colchester, octubre de 1978)
16. "Highway to Hell" (Countdown, Holanda, agosto de 1979)
17. "The Jack" (Countdown, Holanda, agosto de 1979)
18. "Whole Lotta Rosie" (Countdown, Holanda, agosto de 1979)

#### Bonus
1. Entrevista en el aeropuerto de Sídney, abril de 1976
2. Entrevista en Covent Garden, Londres, agosto de 1976
3. "Baby Please Don't Go" (Szene 77, Alemania, septiembre de 1976)
4. La entrevista "Dirty Deeds Done Dirt Cheap" (diciembre de 1976)
5. Entrevista a Bon Scott (Countdown, Australia, noviembre de 1977)
6. "Rock 'n' Roll Damnation" (Top of the Pops, Londres, junio de 1978)
7. Concierto y Entrevista (Australian Music To The World, Atlanta, GA, agosto de 1978)
8. Live Super 8 Bootleg Film (Théatre De Verdure, Niza, Francia, diciembre de 1979)

### Disco Dos: Brian Johnson era
1. "Shot Down in Flames" (Budokan, Tokio, febrero de 1981)
2. "What Do You Do for Money Honey" (Budokan, Tokio, febrero de 1981)
3. "You Shook Me All Night Long" (Budokan, Tokio, febrero de 1981)
4. "Let There Be Rock" (Budokan, Tokio, febrero de 1981)
5. "Back in Black" (Capital Center, Landover, MD, diciembre de 1981)
6. "T.N.T." (Capital Center, Landover, MD, diciembre de 1981)
7. "Shoot to Thrill" (The Summit, Houston, TX, octubre de 1983)
8. "Guns for Hire" (Joe Louis Arena, Detroit, MI, noviembre de 1983)
9. "Dirty Deeds Done Dirt Cheap" (Joe Louis Arena, Detroit, MI, noviembre de 1983)
10. "Flick of the Switch" (Capital Center, Landover, MD, diciembre de 1983)
11. "Bedlam In Belgium" (Capital Center, Landover, MD, diciembre de 1983)
12. "Back in Black" (Tushino Airfield, Moscú, septiembre de 1991)
13. "Highway to Hell" (Tushino Airfield, Moscú, septiembre de 1991)
14. "Whole Lotta Rosie" (Tushino Airfield, Moscú, septiembre de 1991)
15. "For Those About to Rock (We Salute You)" (Tushino Airfield, Moscú, septiembre de 1991)
16. "Gone Shootin'" (VH1 Studios, Londres, julio de 1996)
17. "Hail Caesar" (Entertainment Center, Sídney, noviembre de 1996)
18. "Ballbreaker" (Entertainment Center, Sídney, noviembre de 1996)
19. "Rock and Roll Ain't Noise Pollution" (Entertainment Center, Sídney, noviembre de 1996)
20. "Hard as a Rock" (Stade de France, París, junio de 2001)
21. "Hells Bells" (Stade de France, París, junio de 2001)
22. "Ride On" (Stade de France, París, junio de 2001)
23. "Stiff Upper Lip" (Circus Krone, Múnich, junio de 2003)
24. "Thunderstruck" (Circus Krone, Múnich, junio de 2003)
25. "If You Want Blood (You've Got It)" (Downsview Park Toronto Rocks, julio de 2003)
26. "The Jack" (Downsview Park Toronto Rocks, julio de 2003)
27. "You Shook Me All Night Long" (Downsview Park Toronto Rocks, julio de 2003)

#### Bonus
1. Beavis and Butt-Head "Ballbreaker Tour" intro film, 1996
2. "Hells Bells" - Entrevista & concierto (Countdown, Bruselas, enero de 1981)
3. Entrevista (Monsters of Rock, Castle Donington Park, agosto de 1984)
4. "Gone Shootin'" (Ensayo, VH1 Studio, Londres, julio de 1996)
5. "Rock Me Baby" (The Rolling Stones con Angus y Malcolm Young) (Festwiese, Leipzig, Alemania, junio de 2003)

### Disco Tres: Between The Cracks
1. "She's Got Balls" (St. Albans High School, Australia, marzo de 1976)
2. "It's a Long Way to the Top" (St. Albans High School, Australia, marzo de 1976)
3. "Let There Be Rock" (Sight & Sound In Concert, Londres, octubre de 1977)
4. "Bad Boy Boogie" (Apollo Theatre, Glasgow, abril de 1978)
5. "Girls Got Rhythm" (Top Pop, 1979)
6. "Guns for Hire" (Ensayos de la banda 1983)
7. "This House Is on Fire" (Joe Louis Arena, Detroit, MI, noviembre de 1983)
8. "Highway To Hell " (Dublín 1996)
9. "Girls Got Rhythm" (Entertainment Center, Sídney, noviembre de 1996)
10. "Let There Be Rock" (Stuttgart 2000)
11. Angus Statue Intro (Stiff Upper Lip Tour Film 2001)

#### Live at The Summit in Houston, 1983
1. "Guns for Hire"
2. "Shoot to Thrill"
3. "Sin City"
4. "This House Is on Fire"
5. "Back in Black"
6. "Bad Boy Boogie"
7. "Rock 'n' Roll Ain't Noise Pollution"
8. "Flick of the Switch"
9. "Hells Bells"